# Frank Fahey
Frank Fahey (ur. 6 czerwca 1951 w Termon w Dublinie) – irlandzki polityk i nauczyciel, działacz Fianna Fáil, parlamentarzysta, w latach 2000–2002 minister gospodarki morskiej i zasobów naturalnych.

## Życiorys
Kształcił się w szkołach w Galway, następnie studiował na University College Galway. Pracował jako nauczyciel w szkole średniej. Zaangażował się w działalność polityczną w ramach Fianna Fáil. Zasiadał w radzie hrabstwa Galway.
W 1981 bez powodzenia kandydował do Dáil Éireann. Mandat uzyskał w wyborach w lutym 1982, po czym z powodzeniem ubiegał się o reelekcję w kolejnych głosowaniach w listopadzie 1982, 1987 i 1989. Nie utrzymał go w wyborach w 1992, w następnym roku został powołany w skład Seanad Éireann. W 1997 powrócił do niższej izby irlandzkiego parlamentu, wybierany również w 2002 i 2007; miejsce w Dáil Éireann utracił w 2011.
Kilkakrotnie pełnił niższe funkcje rządowe ministra stanu – w departamencie edukacji (od marca 1987 do lutego 1992), w departamencie turystyki, transportu i komunikacji (od września 1989 do lutego 1992), w departamencie zdrowia i dzieci (od lipca 1997 do stycznia 2000), w departamencie przedsiębiorczości, handlu i zatrudnienia (od czerwca 2002 do września 2004) oraz w departamencie sprawiedliwości (od września 2004 do czerwca 2007). W randze ministra wchodził natomiast w skład pierwszego rządu Bertiego Aherna – od stycznia 2000 do czerwca 2002 sprawował urząd ministra gospodarki morskiej i zasobów naturalnych.